# Niederambach
Niederambach ist ein Gemeindeteil der Stadt Moosburg an der Isar im oberbayerischen Landkreis Freising. 

## Lage
Das Dorf Niederambach liegt etwa einen Kilometer westlich der Stadtmitte von Moosburg.

## Geschichte
Mit dem bayerischen Gemeindeedikt von 1818 wurde die Ruralgemeinde Niederambach mit den zugehörigen Orten Oberambach, Feldkirchen und Kirchamper gebildet. Am 1. Januar 1976 wurde die Gemeinde im Rahmen der Gebietsreform in Bayern in die Stadt Moosburg eingemeindet.

## Baudenkmäler
Auf dem Gebiet der ehemaligen Gemeinde Niederambach befinden sich die Katholischen Filialkirchen Mariä Heimsuchung (Feldkirchen) und St. Ägidius (Kirchamper).